# Ziua însorită
Ziua însorită este o pictură în ulei pe lemn realizată în 1565 de Pieter Bruegel. Pictura este una dintr-o serie de șase lucrări, dintre care cinci încă există, care prezintă diferite momente ale anului. Pictura se află în prezent în colecția Muzeului de Istorie a Artei din Viena, Austria.
Peisajul prezentat este cel din lunile februarie și martie, ilustrat de atmosfera sumbră și de copacii desfrunziți. Coroana de hârtie din jurul capului băiatului și mâncarea de vafe sunt trimiteri la perioada de carnaval de dinainte de Postul Mare. Cerul, navele care se scufundă aproape de țărm și copiii din prim plan care se pregătesc sugerează că vine vremea aspră.
Bruegel este renumit pentru picturile sale peisagistice și despre natură. Cele mai multe din tablourile sale peisagiste spun o poveste sau au un mesaj moral.
Picturile din ciclul Lunile anului sunt:

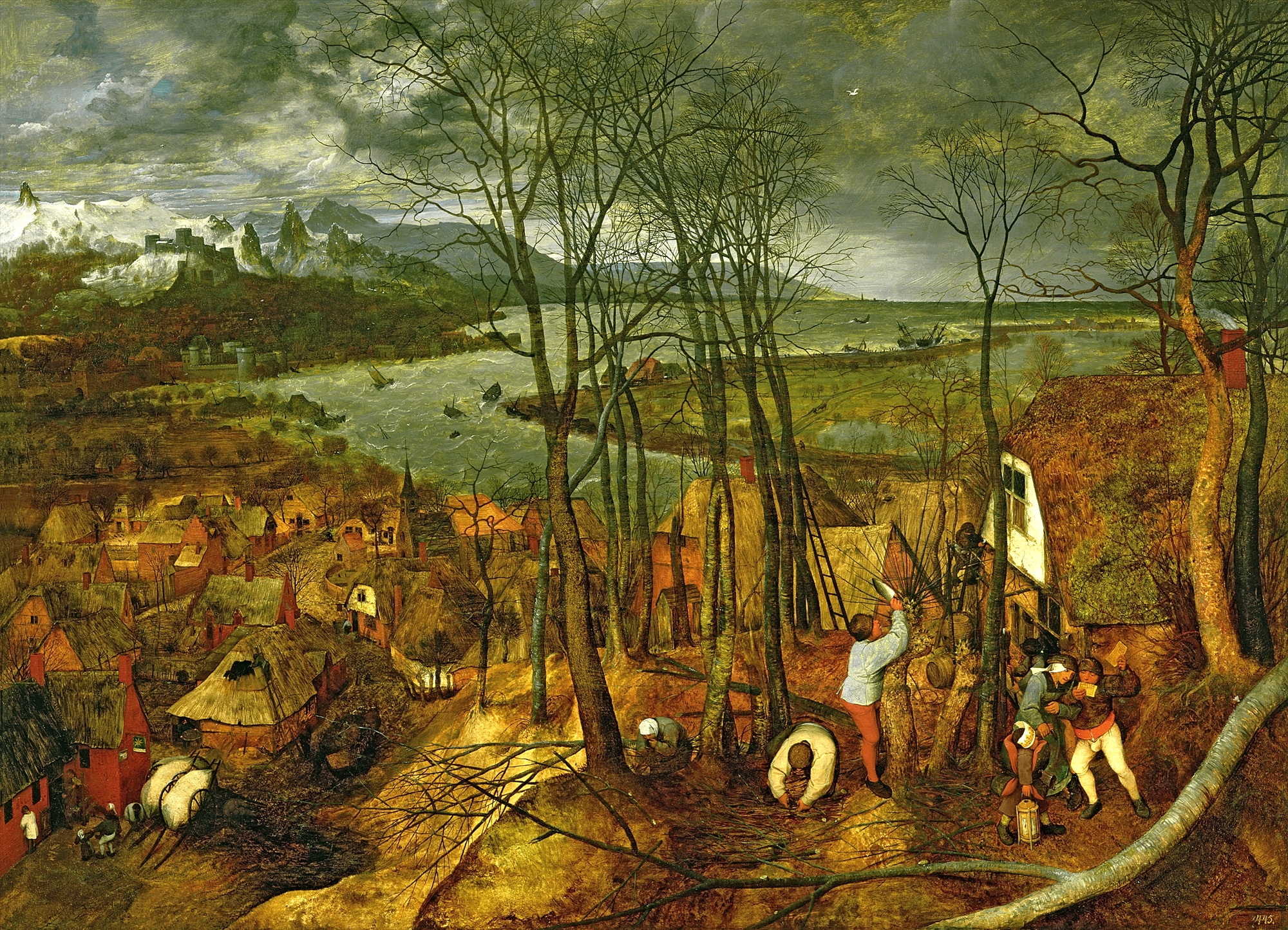
Ziua însorită
Culegătorii
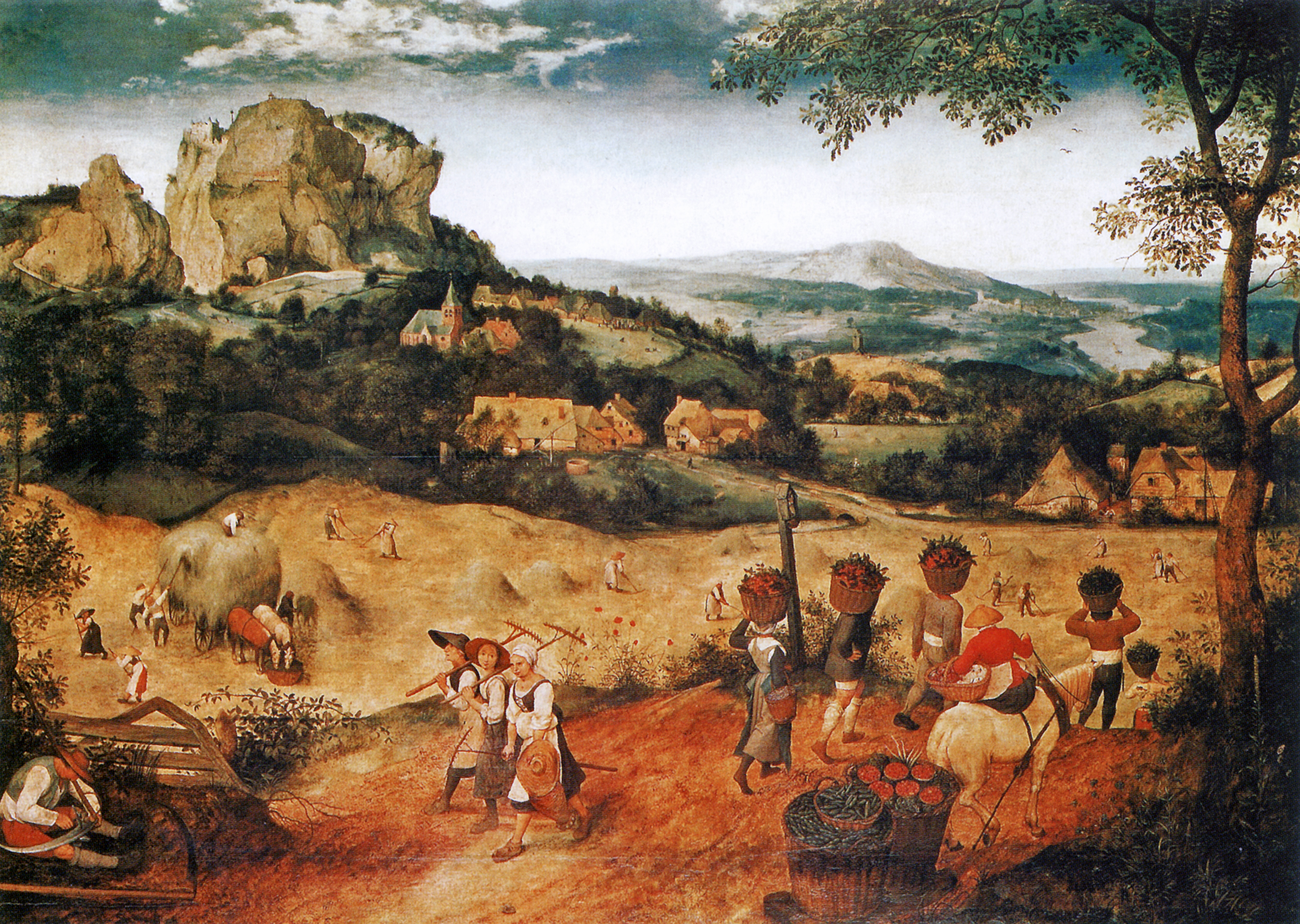
Recoltarea fânului
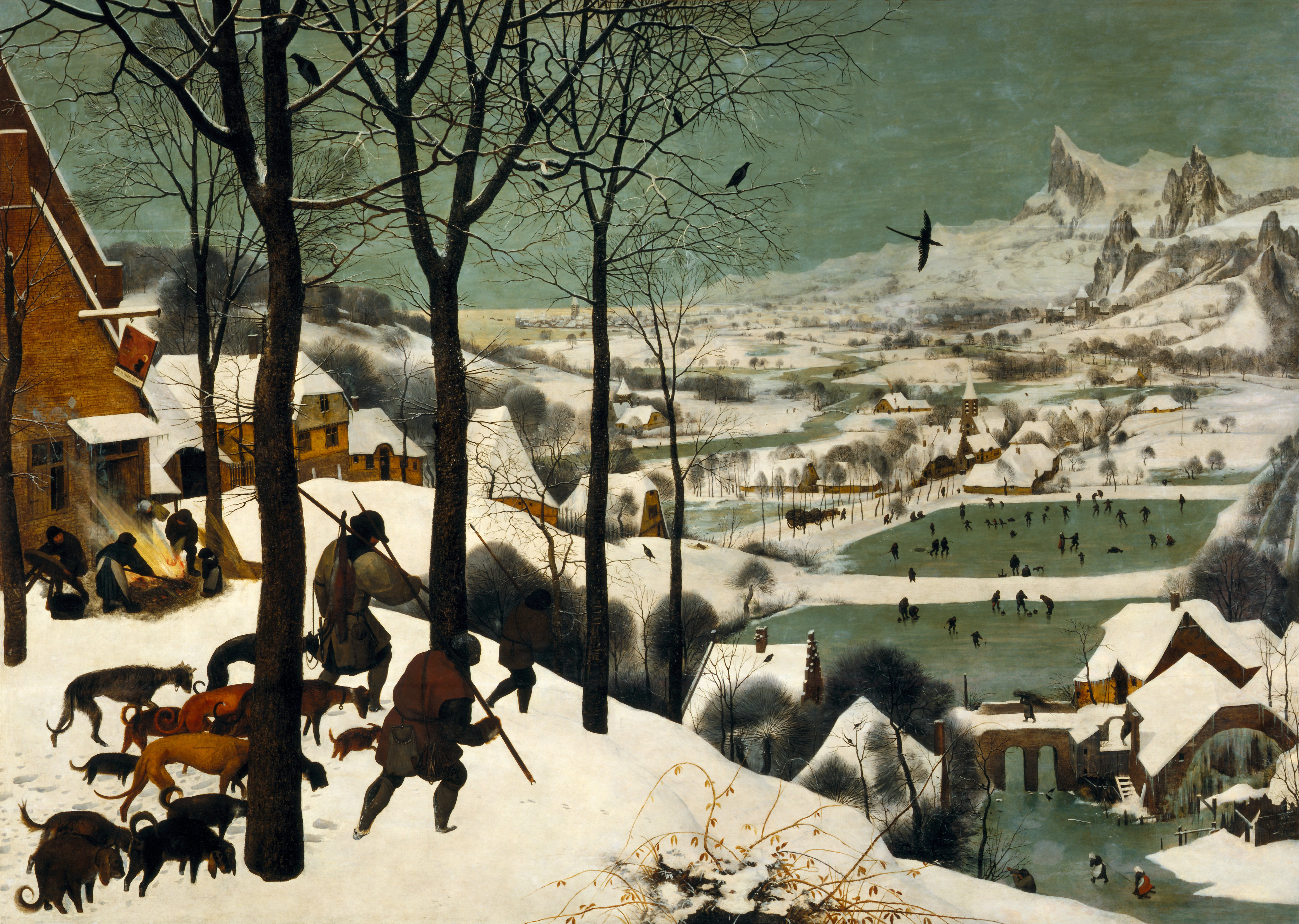
Vânătorii în zăpadă
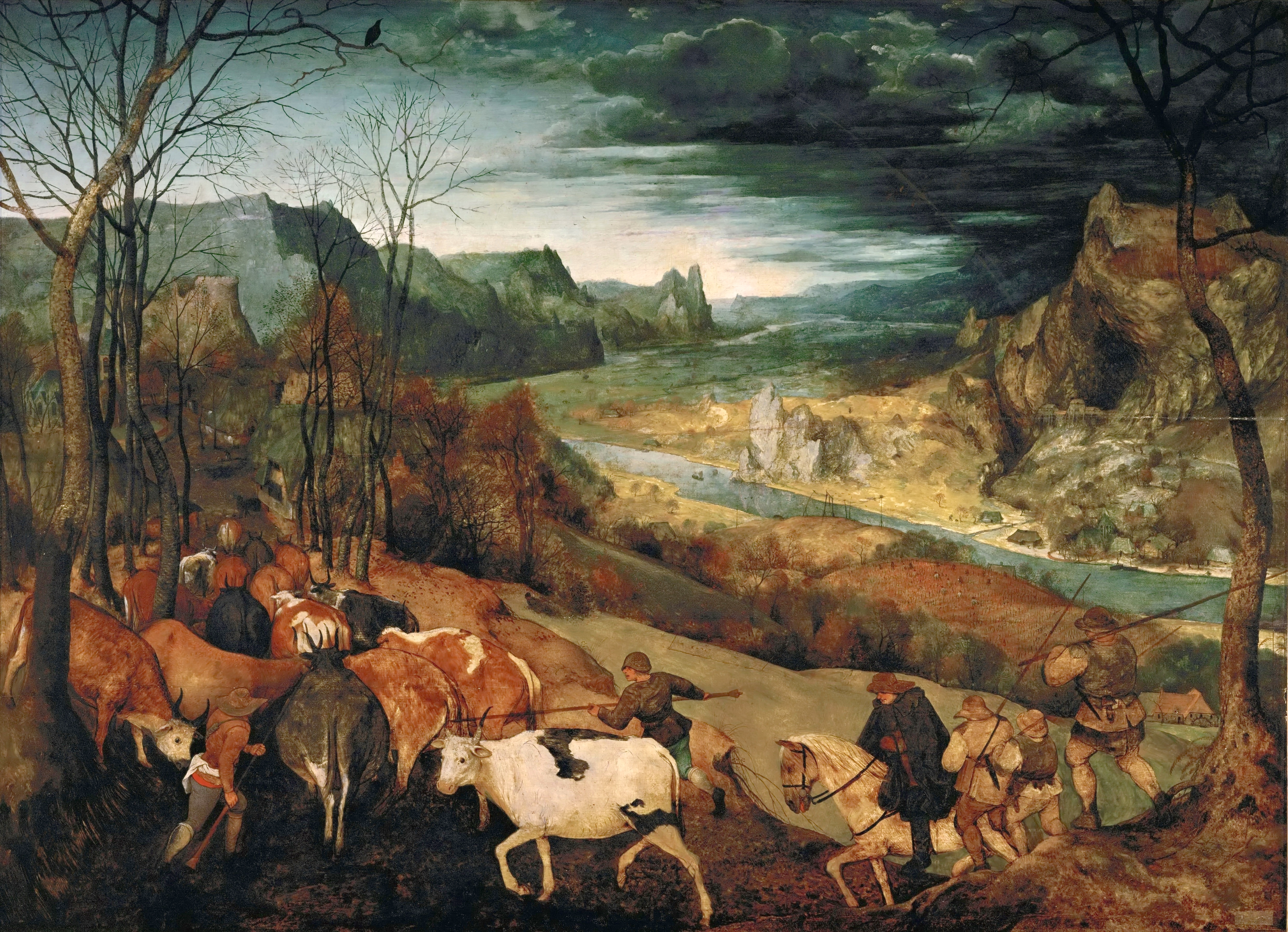
Reîntoarcerea turmei